# هلواقت
حلواگات (به لاتین: Haluaghat) یک منطقهٔ مسکونی در بنگلادش است که در ناحیه میمن‌سینگ واقع شده‌است. هلواقت ۳۵۶٫۰۷ کیلومتر مربع مساحت و ۲۹۰٬۰۴۳ نفر جمعیت دارد.